# دانيال باتريك كوين
دانيال باتريك كوين (بالإنجليزية: Daniel Patrick Quinn)‏ هو منتج أسطوانات وملحن ومغن مؤلف بريطاني، ولد في 26 فبراير 1981.